# География на Бурунди
Бурунди е държава в Източна Африка, разположена в Африканската рифтова зона. На изток и югоизток Бурунди граничи с Танзания (дължина на границата – 440 km), на запад – с Демократична република Конго (233 km), на север – с Руанда (270 km). Общата дължина на сухоземните граници (в т.ч. речни и езерни) е 943 km. На югозапад има излаз на езерото танганика. Дължината на страната от север на юг е 250 km, а ширината ѝ от запад на изток до 210 km. В тези си граници Бурунди заема площ от 27 834 km². Населението към 1.1.2020 г. възлиза на 11 900 000 души. Столица е град Гитега.
Територията на Бурунди се простира между 2°19′ и 4°28′ ю.ш. и между 29°00′ и 30°51′ и.д. Крайните точки на страната са следните:
- крайна северна точка – 2°18′37″ ю. ш. 30°24′32″ и. д. / 2.310278° ю. ш. 30.408889° и. д., десен бряг на река Кагера, на границите с Руанда.
- крайна южна точка – 4°28′10″ ю. ш. 29°45′11″ и. д. / 4.469444° ю. ш. 29.753056° и. д., десен бряг на река Малагараси, на границата с Танзания.
- крайна западна точка – 2°47′58″ ю. ш. 29°00′05″ и. д. / 2.799444° ю. ш. 29.001389° и. д., ляв бряг на река Рузизи, на границата с Демократична република Конго.
- крайна източна точка – 2°58′47″ ю. ш. 30°50′58″ и. д. / 2.979722° ю. ш. 30.849444° и. д., ляв бряг на река Мвирузи, на границата с Танзания.[2]

## Релеф
Голяма част от територията на Бурунди се заема от плато с надморска височина от 1500 до 2000 m, изградено предимно от докамбрийски кристалинни и метаморфни скали. Неговият западен край е изразен във вид на меридионален планински хребет с височина 2000 – 2600 m (максимална височина – връх Хаха, 2670 m), служещ за вододел между водосборните басейни на Нил и Конго. Останалата част представлява плато, стъаловидно понижаващо се от запад на изток, а релефът му е предимно хълмист. Крайната западна част на страната частично навлиза в Източноафриканската разломна област. Дъното на един от грабените на тази зона, лежаща на височина 800 – 1000 m е заето от алувиалната равнина Имбо, през която от север на юг, по границата с Демократична република Конго протича река Рузизи.

## Климат
Климатът на Бурунди е субекваториален. В понижените части той е горещ (средни месечни температури в град Бужумбура – от 23 до 25°С), а на височина над 1500 m е умерено топъл (средни месечни температури – от 15 до 20°С). Годишната сума на валежите е 800 – 1000 mm в Централноафриканския грабен и до 1400 – 1600 mm по вододелния хребет.

## Води
По-голямата част от територията на Бурунди принадлежи към водосборния басейн на река Нил, като основните реки са Кагера (597* km), Рурубу (416 km), Рувирунза (182 km), Аканяру. Крайния запад и югоизток се отнасят към водосборния басейн на река Конго, като главните реки тук са Малагараси (475* km) и Рузизи (117* km), вливащи се в езерото Танганика (32 900* km²). На североизток, по границата с Руанда са разположени езерата Рверу (100 km²), Чохоха (74 km²).

## Почви, растителност, животински свят
В почвената покривка преобладават планинските червени хуусно-фералитни почви, а в долината на река Рузизи – черните тропически почви. Покривалите в миналото територията на страната листопадни и вечнозелени тропически гори са почти напълно унищожени и са заменени с вторични савани и културна растителност. Фауната е силно изтребена, но все още се срещат предимно в двата национални парка слонове, биволи, антилопи, хипопотами, брадавичести свине, различни видове маймуни. Има многочислени птици и влечуги.